# Conostephium halmaturinum
Conostephium halmaturinum là một loài thực vật có hoa trong họ Thạch nam. Loài này được J.M.Black mô tả khoa học đầu tiên năm 1949.